# Estação Vasco da Gama
A estação Vasco da Gama (Metro do Porto) é parte da rede do Metro do Porto. Ela foi a primeira paragem a ser servida pela rede, tendo sido inaugurada a 7 de Dezembro de 2002.

A viagem experimental começou na Vasco da Gama e foi até a paragem da Barranha (Agora Estádio do Mar). Só depois foram inauguradas as restantes estações.